# كاسار دي بالوميرو
بلدية كاسار دي بالوميرو (بالإسبانية: Casar de Palomero)‏، هي بلدية تقع في مقاطعة قصرش والتي تقع في منطقة إكستريمادورا، غرب إسبانيا.
يبلغ عدد سكانها 1.289 نسمة وفقاً لإحصائية سنة (2002).